# AP4M1
La subunidad mu-1 del complejo AP-4 es una proteína que en humanos está codificada por el gen AP4M1.

## Función
Este gen codifica una subunidad del complejo heterotetramérico AP-4. La proteína codificada pertenece a la familia de subunidades medias de complejos adaptadores. Este complejo AP-4 está involucrado en el reconocimiento y clasificación de proteínas de carga con motivos basados en tirosina desde la red trans-golgi hasta el sistema endosómico-lisosómico.

## Interacciones
Se ha demostrado que AP4M1 interactúa con AP4B1.

## Relevancia clínica
El tráfico mediado por el complejo AP4 juega un papel crucial en el desarrollo y funcionamiento del cerebro.